# Lycianthes hortulana
Lycianthes hortulana är en potatisväxtart som beskrevs av Standley och L. O. Williams. Lycianthes hortulana ingår i Himmelsögonsläktet som ingår i familjen potatisväxter. Inga underarter finns listade i Catalogue of Life.